# 多核变形虫属
多核变形虫属是变形虫门的下一种属，它们有的拥有很多细胞核，并且相对于其他变形虫，有着巨大的体积，通常它们的直径在500-800微米，但有些甚至最长能长到5毫米，它们一般生活在浑浊的淡水池塘或缓慢流动的小溪底部，处于厌氧或低氧的条件下。
多核变形虫属是由R. Greeff于1874年创立的，沼泽多核变形虫是该属的代表生物。在多核变形虫属创立的数十年内，研究人员向该属内不断加入新的物种。然而，在二十世纪末期，研究人员将多核变形虫属的物种减少只有一种——沼泽多核变形虫，它拥有一个复杂的生命周期，在各个阶段呈现不一样的形状，这些形状则被误认为是独立的物种。之前的所有物种都可被归类于沼泽多核变形虫的不同形态与阶段，或者被归类于卓变形虫属。
在2004之后, 多核变形虫属的四个新物种已被发现，而最早发现的两个新物种已被正式确定属于多核变形虫属下的新物种。

## 下属物种
- 双核变形虫(Pelomyxa binucleata)
- 冠状多核变形虫(Pelomyxa corona)
- 黄色多核变形虫(Pelomyxa flava)
- 多核变形虫原虫(Pelomyxa gruberi)
- 沼泽多核变形虫(Pelomyxa palustris)
- 表面多核变形虫(Pelomyxa prima)
- 静水多核变形虫(Pelomyxa stagnalis)

## 特点
多核变形虫属拥有多个细胞核， 从最少的两个到某些罕见个体最多能有几千个细胞核。移动中的细胞呈圆柱状，它们拥有一个单一的呈半球形的伪足被称为副伪足，这些伪足的前端存在着微小的静止的鞭毛。多核变形虫食用各种食物，并拥有许多液泡帮助储存食物，就像硅藻使用沙子来包裹一些食物残渣一样。

## 分类
在最近几十年来，多核变形虫的分类一直受到相当多的关注。
多核变形虫缺乏线粒体和一些真核细胞的其他细胞器(如过氧化物酶体和高尔基体)。同时，由于没有鞭毛，多核变形虫也无法进行有丝分裂。多核变形虫作为有核细胞却缺乏其他真核生物所拥有的细胞器，一时间多核变形虫被认为是真核生物原始的样子，它们处于细菌和真核生物之间的过渡。1973年，有人提出在沼泽多核变形虫的祖先在其进化演变之前，真核生物已经开始出现线粒体。在1976年，Jean M. Whatley写道沼泽多核变形虫可能是目前最原始的真核生物。因此，多核变形虫可能是现代真核生物的雏形。而根据共生体学说，共生的内部细菌，可能在后来演变为现代真核细胞的线粒体。这些共生细菌的功能目前仍不清楚，Whatley认为它们可能会提供一个进化的范例，来说明细菌到线粒体这种转变方式。
在1982年，琳·马古利斯为缺乏波动足的厌氧变形虫创建了泥生亚纲，多核变形虫属是该纲内的唯一一种属。之后，汤玛斯·卡弗利尔-史密斯加入一些其他无线粒体的原始变形虫，并创建了变形虫纲。再之后变线虫纲与其他缺乏线粒体的生物鞭毛虫类和微孢子虫一同又被归类于新的源真核生物界。
在1988年，多核变形虫的原始形态又再一次被怀疑，Joe I. Griffin的研究表明沼泽多核变形虫确实拥有不成熟的基础鞭毛，它可以进行简单的有丝分裂，Griffin表明多核变形虫既不是真核细胞生物的原始形态，也没有和其他变形虫类存在很大的不同，它仅仅是一种变形体鞭毛虫。1995年，反对多核变形虫属于原始形态的呼声越来越高，分子分析表明沼泽多核变形虫的祖先很可能拥有线粒体。几年过后，很明显，所有变形虫纲的生物都被确认它们的线粒体已经消失。换句话说，多核变形虫并不是处于早期的原始真核生物，而是已经退化并失去了它们祖先的细胞器的原生生物。
因此，多核变形虫属和其他变形虫纲的生物都被再一次分类到了变形虫门，与黏菌同属于变形虫门下的锥足亚门。源真核生物界的概念已经被彻底废弃。

## 视频
|  |  |